# Cuadrícula palestina

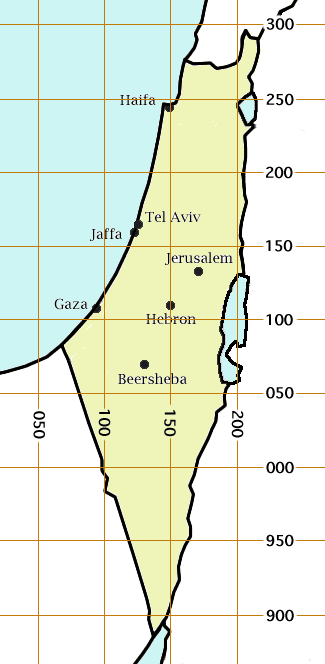
Plano de la cuadrícula palestina.

La cuadrícula palestina (en árabe: التربيع الفلسطيني) fue el sistema de coordenadas geográficas utilizado por el Departamento Topográfico de Palestina. El sistema fue elegido por el Departamento Topográfico del Gobierno de Palestina en 1922.
La proyección utilizada fue la proyección de Cassini-Soldner. El meridiano central (la línea de longitud a lo largo de la cual no hay distorsión local) fue elegido fue el que pasa a través de un marcador en la colina del Monasterio de San Elías al sur de Jerusalén. El origen falso (punto cero) de la cuadrícula se colocó 100 km al sur y al oeste de la colina Ali el-Muntar que domina la ciudad de Gaza. La unidad de longitud de la cuadrícula era el kilómetro; las unidades británicas ni siquiera fueron consideradas.

## Historia

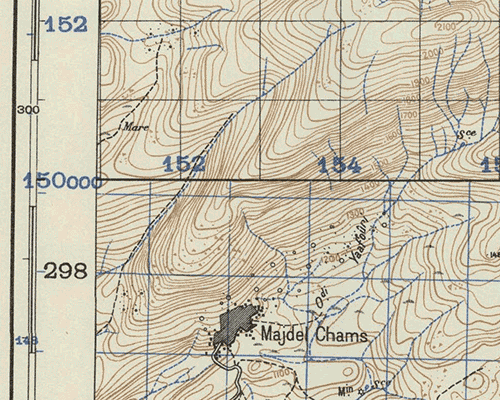
Parte del mapa militar de 1941 que muestra la intersección de las cuadrículas Palestina (líneas azules) y Levante (líneas negras) cerca de Majdal Shams.

En el momento en que se estableció la cuadrícula, no había intención de mapear los tramos inferiores del desierto del Néguev, aunque luego sí se mapearon. Aquellas regiones del sur que tenían una coordenada norte-sur negativa se convirtieron en una fuente de confusión, que se resolvió sumando 1000 a la coordenada norte en ese caso. Para algunos propósitos militares, se agregó 1000 a las coordenadas norte-sur de todas las ubicaciones, de modo que luego oscilaron uniformemente entre aproximadamente 900 y aproximadamente 1300.
Durante la Segunda Guerra Mundial, se usó una cuadrícula militar palestina que era similar a la cuadrícula palestina pero usaba la proyección transversal de Mercator. La diferencia entre ambas proyecciones era de unos pocos metros.
Tras el establecimiento del Estado de Israel en 1948, la cuadrícula palestina se continuó usando con el nombre de cuadrícula israelí o la cuadrícula israelí Cassini Soldner (ICS), ahora llamada "Old Israeli Grid" («antigua cuadrícula israelí»), con 1000 km agregados al componente norte para hacer que el rango norte-sur fuera continuo. Fue reemplazada por la cuadrícula Israeli Transverse Mercator en 1994. La cuadrícula palestina todavía se usa comúnmente para especificar ubicaciones en la literatura histórica y arqueológica.

## Especificación de ubicaciones

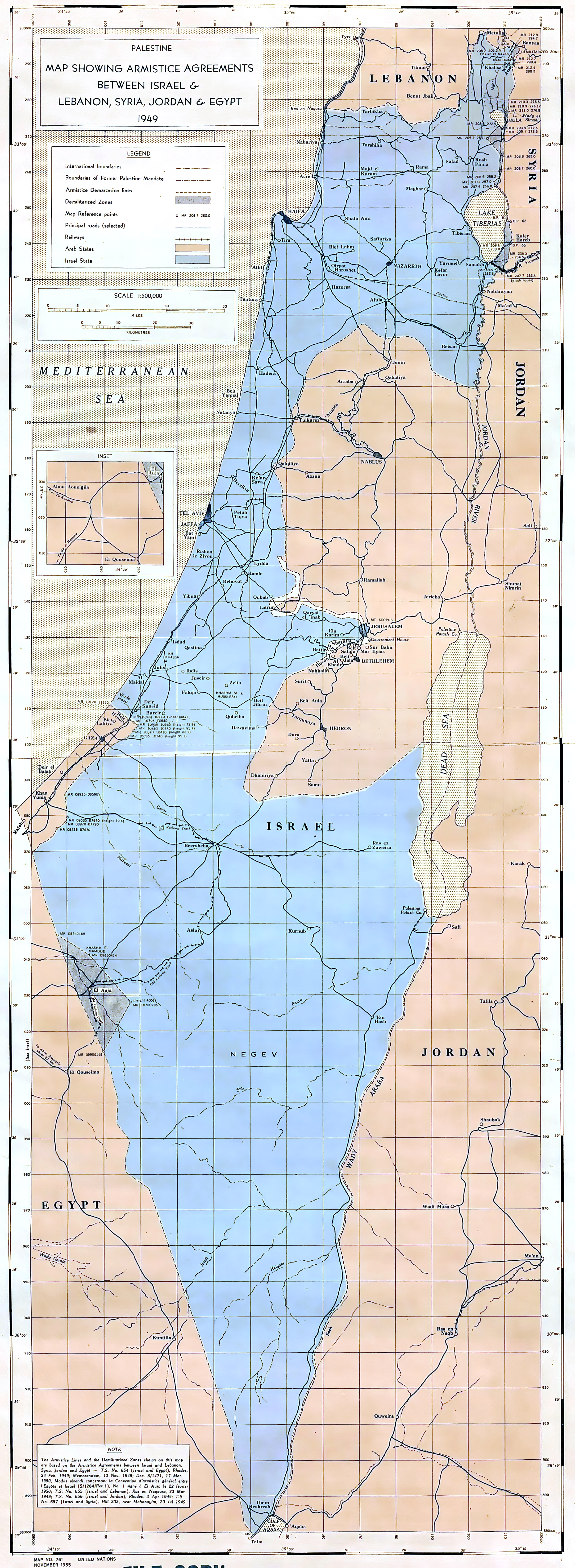
Mapa de las Naciones Unidas que muestra los acuerdos del Armisticio árabe-israelí de 1949, con puntos de referencia del mapa original ("MR") en la cuadrícula palestina a la que se hace referencia en los acuerdos respectivos.

La forma básica de especificar una ubicación en la cuadrícula palestina es escribir la coordenada este-oeste seguida por la coordenada norte-sur usando 3 dígitos para cada una. Por ejemplo, la Cúpula de la Roca está en 172132. Esto especifica la ubicación dentro de un kilómetro. Si se requiere más precisión, se pueden agregar dígitos adicionales a cada coordenada; por ejemplo, 17241317 da la Cúpula de la Roca a menos de 100 metros. Muchos autores separan las dos coordenadas con puntuación para facilitar la lectura, por ejemplo, 172-132 o 172/132.